# Pertti Mäkinen

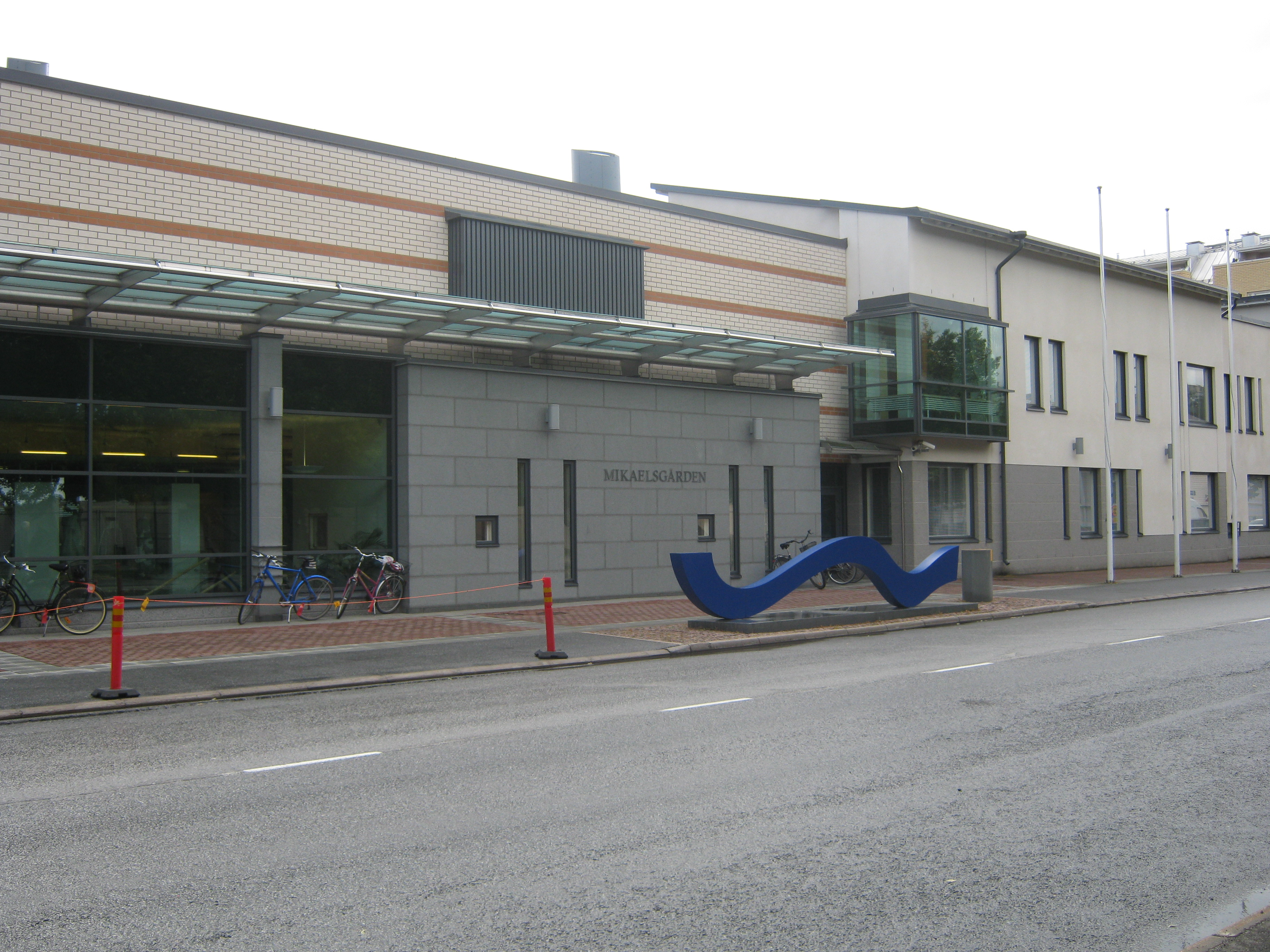
Aalto (2004) voor het Zweedse cultuurhuis Mikaelsgården in Pori, Finland.

Pertti Mäkinen (Tyrvää, het huidige Sastamala, 16 september 1952) is een Finse medailleur en beeldhouwer. Hij is o.a. de ontwerper van de nationale zijde van het Finse muntstuk van één euro. Alle ontwerpen bevatten de twaalf Europese sterren en het jaar waarin ze geslagen zijn.

## Leven en werk
Mäkinen begon zijn carrière in 1966 als metaalbewerker en volgde hiervoor een vakschool, daarna werkte hij een aantal jaren in de metaalindustrie. Van 1876 tot 1979 bezocht hij een kunstopleiding in Kankaanpää. in eerste instantie richtte hij zich op grafische kunst met behulp van houtsneden. In 1979 had hij in Helsinki zijn eerste expositie. Later is hij zich ook gaan richtten op het beeldhouwen en zijn er in de openbare ruimte in Finland diverse werken van hem tot stand gekomen, ook in samenwerking met andere Finse kunstenaars.
Sinds zijn kunstopleiding is Mäkinen ook medailleur. Hij heeft inmiddels diverse officiële (herdenkings-) munten en medailles ontworpen. Zijn bekendste numismatische werk is de Finse munt van 1 euro die sinds 1999 wordt geslagen. Het gebruikte ontwerp van twee vliegende zwanen had Mäkinen ooit eerder ingezonden voor een ontwerpprijsvraag voor een herdenkingsmunt ter viering van de tachtigste verjaardag van de Finse onafhankelijkheid.

## Munten met het ontwerp van Mäkinen (selectie)

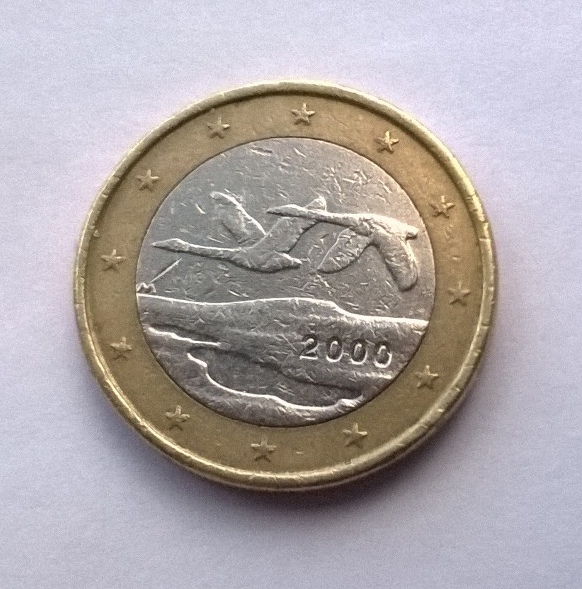
1 euro Finland (1999)
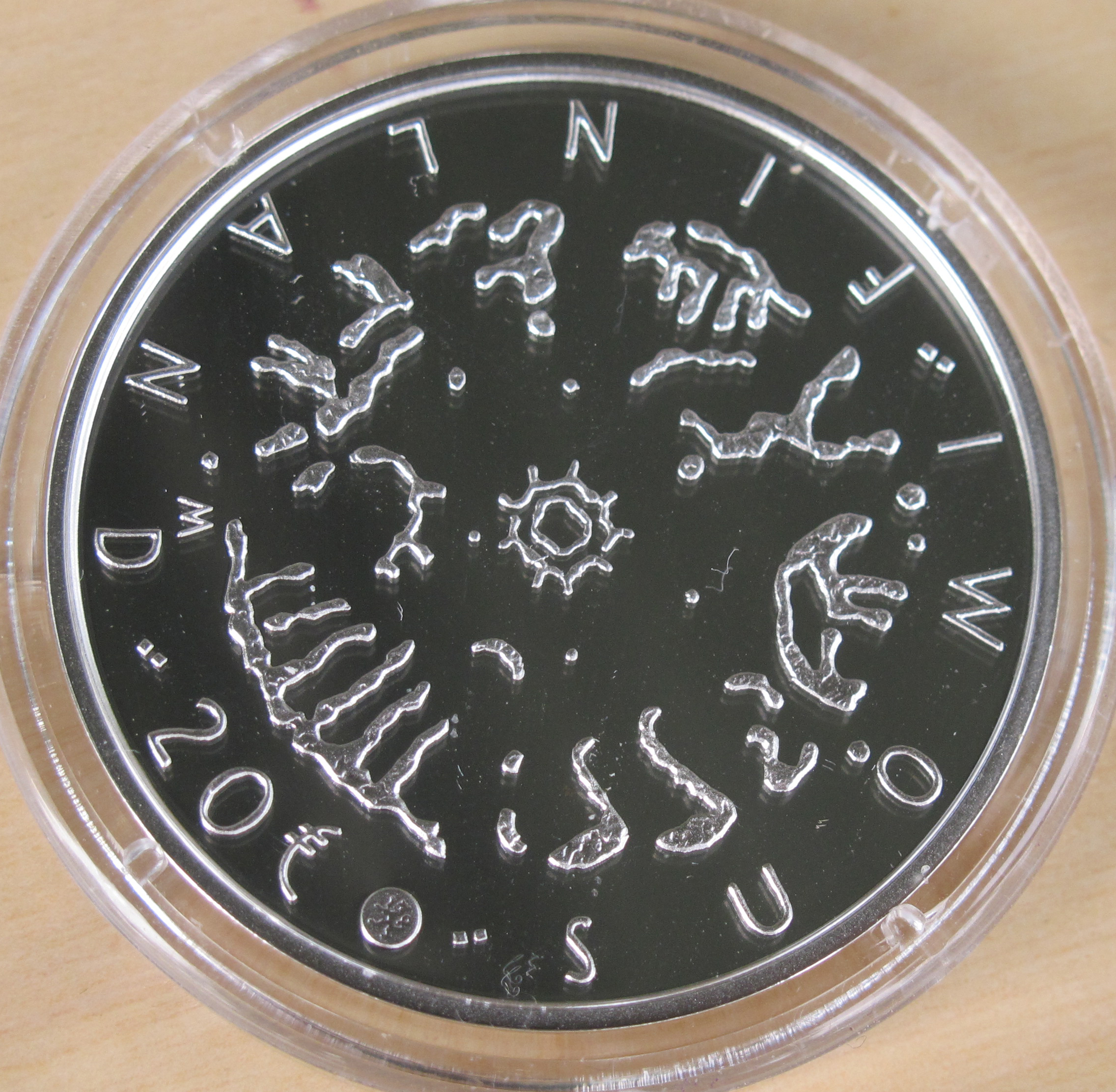
20 euro Gelleterdheid (2014)